# Base de Mantenimiento Integral de Madrid
La Base de Mantenimiento Integral (BMI) de Madrid, conocido antiguamente como el Taller Central de Reparaciones (TCR) de Villaverde, es un taller ferroviario situado en el municipio español de Madrid. Constituye un complejo anexo a la estación de Villaverde-Clasificación que dispone de instalaciones para la reparación y mantenimiento de material ferroviario. Está operado por la empresa Renfe Fabricación y Mantenimiento, una filial del grupo Renfe.

## Historia
En la década de 1920 la compañía MZA levantó unos importantes talleres en la zona de Villaverde Bajo para labores de mantenimiento y reparación de material ferroviario. Años después, en 1964, la empresa RENFE puso en marcha la construcción de unos «Talleres Autónomos» en esta área que estarían dedicados a la reparación de material diésel y eléctrico. Se destinaron más de 310 millones de pesetas a los trabajos de construcción. Las instalaciones entraron en servicio en septiembre de 1967 y acabarían convirtiéndose en el denominado Taller Central de Reparaciones de Villaverde. A partir de entonces las actividades en su recinto abarcaban desde las grandes reparaciones a las reparaciones accidentales importantes y la revisión de los conjuntos ferroviarios.